# Мітла

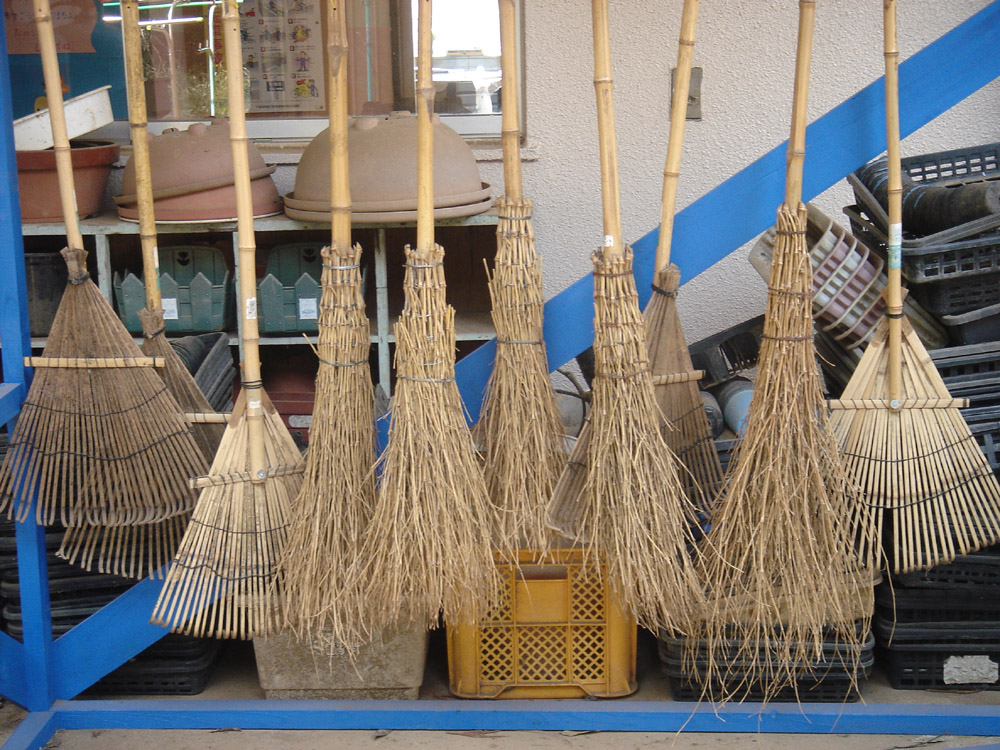
Мітли

Мітла́, іноді помело́ — господарський інструмент, використовуваний для підмітання приміщень і вуличних територій від сміття, опалого листя та іншого. Являє собою великий віник, часто прикріплений до довгої палиці; пов'язані в пучок довгими (звичайні 20-50 см) стебла (лозини) кущів, трав'янистої рослини або синтетичні жорсткі пружні волокна, які можуть бути закріплені на держаку (мітлищі) завдовжки до 2 метрів.
Для виготовлення мітли можуть бути використані як природні, так і синтетичні матеріали.

## У фольклорі
Мітла в європейських віруваннях є поширеним атрибутом відьом, на що існує низка пояснень. За одним, оскільки прибирання традиційно вважається жіночим заняттям, то коли господині виходили з дому, лишали мітлу біля дверей на знак того, що їх зараз немає вдома. Мітла, залишена біля каміна, могла сприйматися забобонними чоловіками як ознака, що жінка вилетіла з дому через камін. Інша версія пояснює, що мітла використовувалася в язичницьких обрядах одруження, позаяк символізує єдність чоловічого та жіночого начал, адже держак нагадує фалос. Окрім того мітли чи щіточки могли мати практичне застосування в обрядах для намазування шкіри зіллями, зробленими з беладони, блекоти чи дурману, що спричиняють затерпнення та відчуття невагомості.
Перша відома згадка відьми, що літає на мітлі, датується 1453 роком в Гійома Еделіна.

## Інше
- У народі «мітлою» могли звати комету[1].
- «Відьмині мітли» — хвороба рослин, що характеризується рясним галуженням, утворенням тонких укорочених гілок з недорозвиненим листям.
- Прив'язана до сідла мітла була одним з атрибутів (поряд з собачою головою) московських опричників. Вона символізувала готовність «вимітати» з держави всіх зрадників і неслухняних цареві.